# 161丁目-ヤンキー・スタジアム駅
161丁目-ヤンキー・スタジアム駅（161ちょうめ-ヤンキー・スタジアムえき、英語: 161st Street–Yankee Stadium）はニューヨーク市地下鉄IRTジェローム・アベニュー線とINDコンコース線の乗換駅である。ブルックリン区ハイブリッジとコンコースに掛かるリバー・アベニューと東161丁目の交差点に位置し、4系統が終日、B系統がラッシュ時のみ、D系統がラッシュ時混雑方向を除く終日停車する。
なお、当駅の2015年の乗降客数（IRT・IND両駅の合計）は892万2188人であり、ブロンクス区内にあるニューヨーク市地下鉄の39駅の中で最も乗降客数の多い駅となっている。また、ブロンクス区内の乗換駅2駅の内の1駅である（もう1駅は149丁目-グランド・コンコース駅）。

## 駅構造
| 2F | 相対式ホーム、右側の扉が開く。 | 相対式ホーム、右側の扉が開く。 |
| 2F | 北行緩行線                     | ← ウッドローン駅行き（167丁目/リバー・アベニュー駅） |
| 2F | 混雑方向急行線                 | → 定期列車なし |
| 2F | 南行緩行線                     | → クラウン・ハイツ-ユーティカ・アベニュー駅行き（149丁目-グランド・コンコース駅）→ 深夜帯：ニューロッツ・アベニュー駅行き（149丁目-グランド・コンコース駅）→                |
| 2F | 相対式ホーム、右側の扉が開く。 | |
| 1F | 改札階                         | 駅員詰所、メトロカード自動販売機 |
| G  | 地上階                         | 出入口 (エレベーター、161丁目-リバー・アベニュー交差点北東) |
| B1 | 改札階                         | 駅員詰所、メトロカード自動販売機 |
| B2 | 相対式ホーム、右側の扉が開く。 | 相対式ホーム、右側の扉が開く。 |
| B2 | 南行緩行線                     | ← ラッシュ時のみ：ブライトン・ビーチ駅行き（155丁目駅） ← 朝ラッシュ以外：コニー・アイランド-スティルウェル・アベニュー駅行き（155丁目駅）                                  |
| B2 | 混雑方向急行線                 | ← ラッシュ時混雑方向：通過 → |
| B2 | 北行緩行線                     | → ラッシュ時のみ：ベッドフォード・パーク・ブールバード駅行き（167丁目/グランド・コンコース駅）→ 夕ラッシュ以外：ノーウッド-205丁目駅行き（167丁目/グランド・コンコース駅）→ |
| B2 | 相対式ホーム、右側の扉が開く。 | |

当駅はADAに準拠しており、全てのホームにエレベーターでアクセスすることが可能である。
駅はニューヨーク・ヤンキース（野球）とニューヨーク・シティFC（サッカー）の本拠地であるヤンキー・スタジアムに隣接しており、試合日ともなると多数の観客で溢れ返る。また、東へ向かうとブロンクス郡裁判所や政府機関、ショッピング地区などが立ち並ぶ。また、8ブロック先にはメトロノース鉄道ハドソン線のヤンキース-東153丁目駅があり、徒歩10分程度で乗換が可能である。

## IRTジェローム・アベニュー線
IRTジェローム・アベニュー線の161丁目-ヤンキー・スタジアム駅は緩行線2線と使用されていない急行線1線、相対式ホーム2面を有した2面3線の駅である。なお、駅は他のIRTの駅よりもホームが長くなっているが、これはヤンキー・スタジアムでの試合日に殺到する観客を捌くためで臨時の出入口も設けられている。
現在は廃止されたIRT9番街線は当駅の北側、162丁目付近でIRTジェローム・アベニュー線に合流していた。なお、IRT9番街線との分岐地点は完全には撤去されておらず、4系統の車内から見ることができる。

### 出口
- 階段2つ、リバー・アベニューと東161丁目の交差点東、東161丁目中央[6]。
- 階段2つ、リバー・アベニューと東161丁目の交差点東、東161丁目中央[6]。
- 階段1つ、リバー・アベニューと東161丁目の交差点南東[6]。
- 階段2つ、リバー・アベニューと東161丁目の交差点南西[6]。
- エレベーター2機、階段1つ、リバー・アベニューと東161丁目の交差点北東[6]。

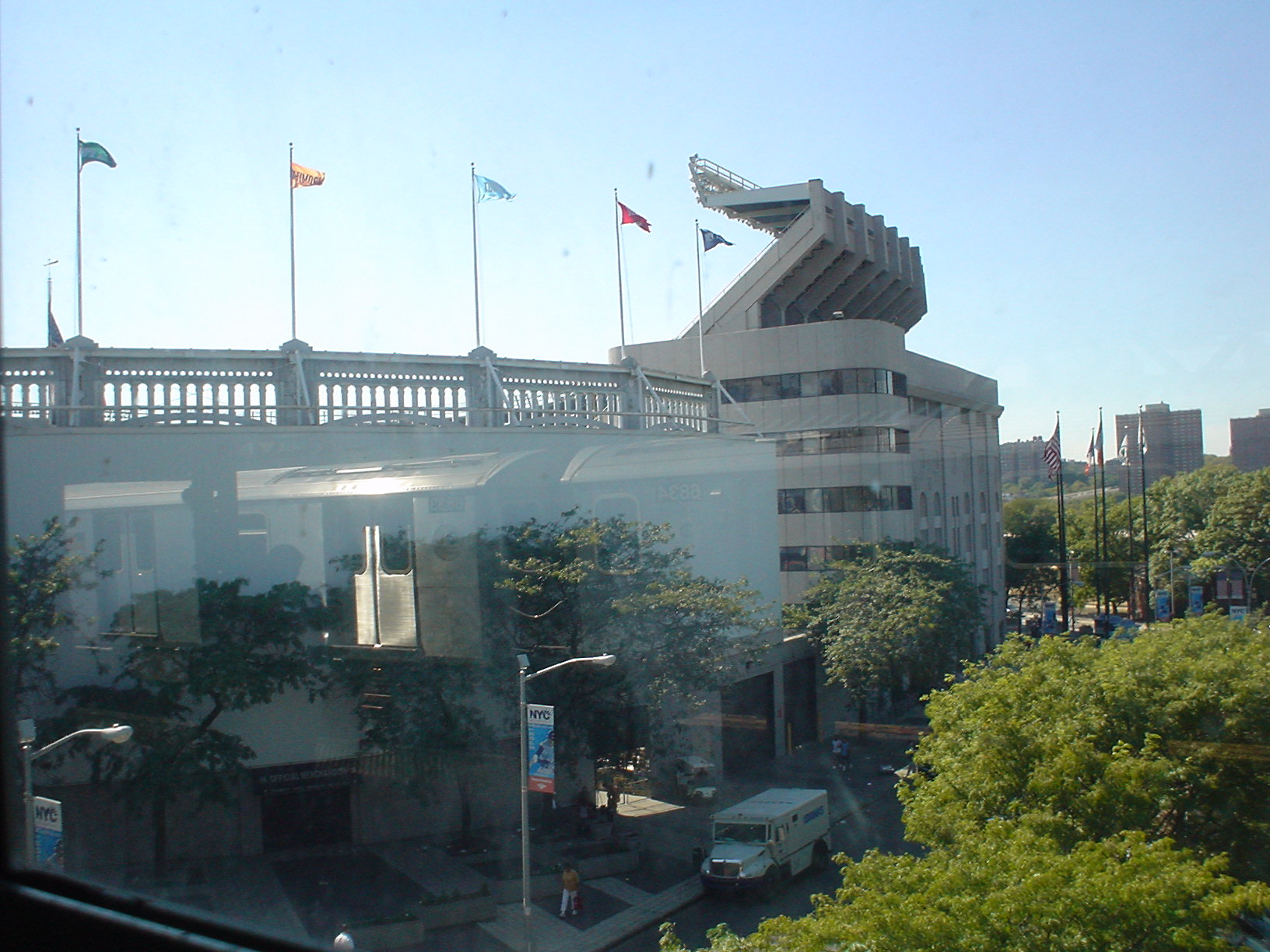
IRTホームからの旧ヤンキー・スタジアムの眺め
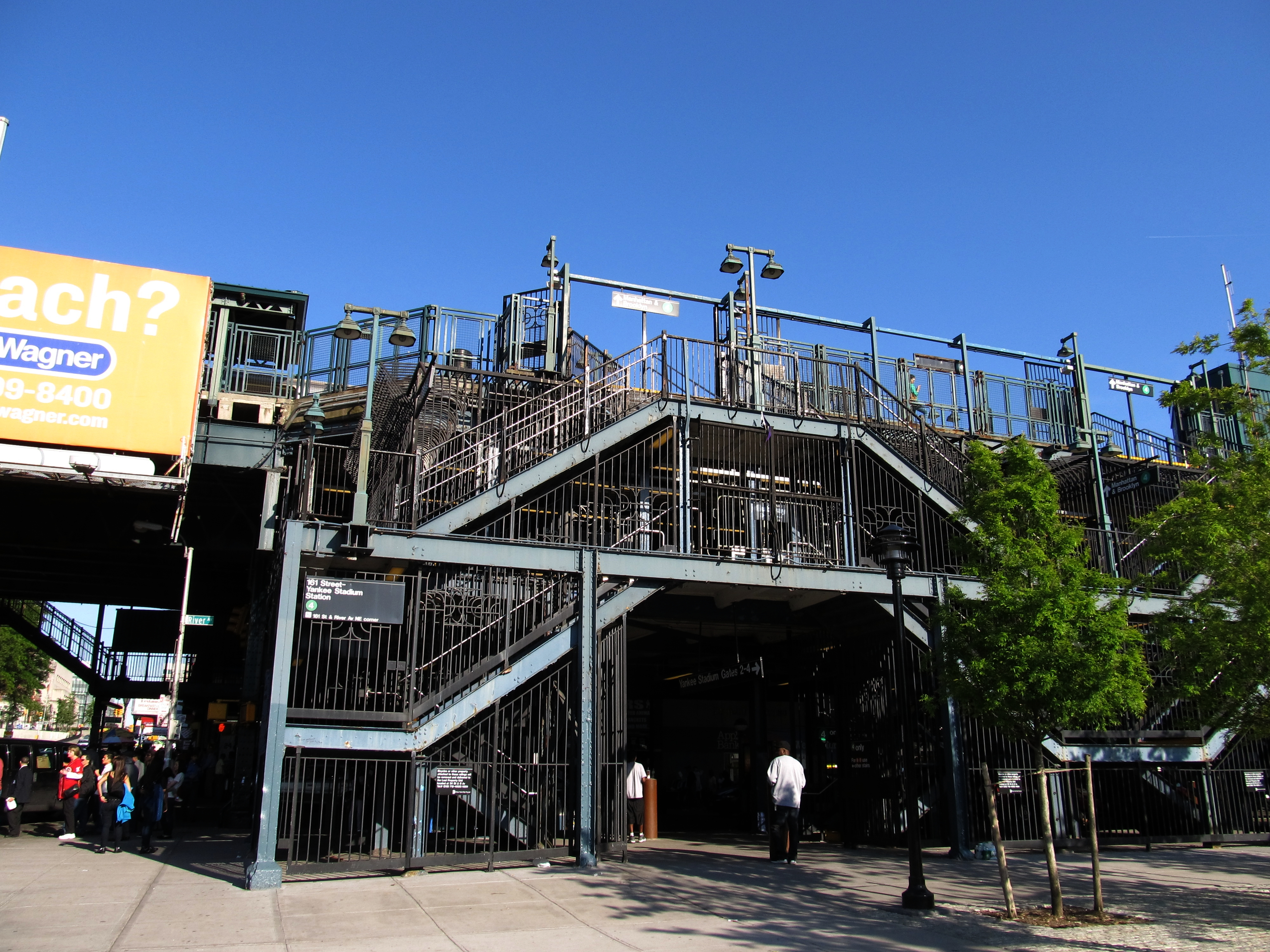
通りからIRTの駅を見る

## INDコンコース線
INDコンコース線の161丁目-ヤンキー・スタジアム駅は緩行線2線と急行線1線、相対式ホーム2面を有した2面3線の地下駅である。かつては161丁目-リバー・アベニュー駅 (161st Street–River Avenue) だったので、一部の駅名標は旧駅名のものとなっている。
中央の急行線はラッシュ時混雑方向へ向かう急行D系統が通過する。また、ヤンキー・スタジアムでの試合日には北行の当駅止まりの臨時列車が運行されることがある。ただし、この臨時列車は当駅では南行緩行線への折り返しが配線の都合上不可能なため北隣の167丁目駅の北側にある留置線まで回送後、そこで折り返しを行う。

### 出口
終日開いている改札口は駅の西端、リバー・サイドと東161丁目の交差点にあり交差点東西の161丁目中央へと出ることができる。反対の東端には一部時間帯のみ開いている改札口があり、こちらはウォルトン・アベニューと東161丁目の交差点付近へとでることができる。なお、駅の改装前は改札階は東西が繋がっていたが改装後に分断、これに伴いホームへの階段もいくつか撤去されている。
- 階段2つ、リバー・アベニューと東161丁目の交差点東、東161丁目中央[6]。
- 階段2つ、リバー・アベニューと東161丁目の交差点東、東161丁目中央[6]。
- エレベーター2機、階段1つ、リバー・アベニューと東161丁目の交差点北東[6]。
- 階段1つ、ウォルトン・アベニューと東161丁目の交差点西、東161丁目中央[6]。
- 通路1本、ウォルトン・アベニューと東161丁目の交差点北東[6]。
- 階段2つ、ウォルトン・アベニューと東161丁目の交差点北西[6]。

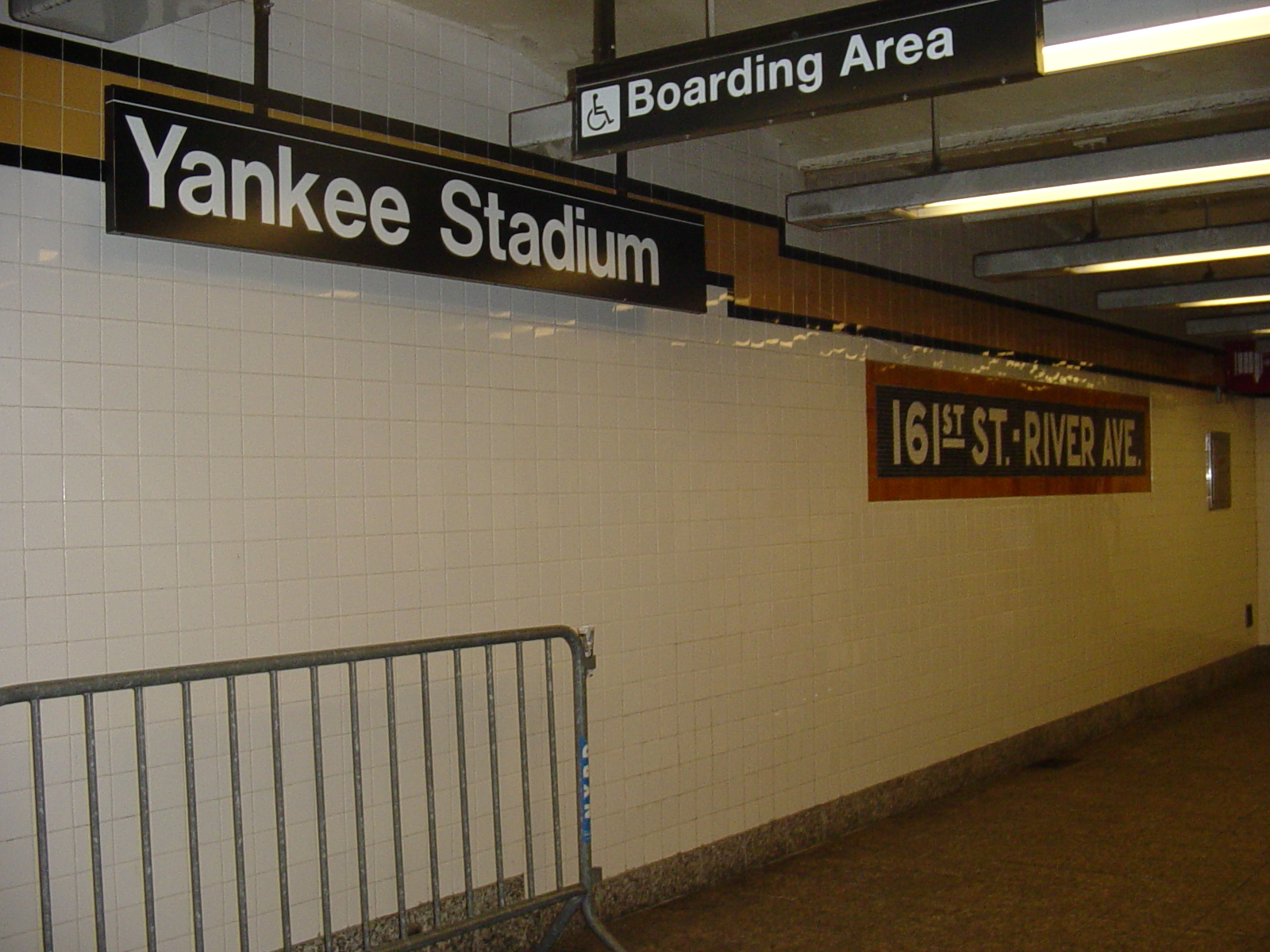
旧駅名標